# 征服 1453
《征服 1453》（土耳其語：Fetih 1453）是2012年一部土耳其历史动作片，由法鲁克·阿克索伊（Faruk Aksoy）执导，德夫里姆·埃温（Devrim Evin）、易卜拉欣·切利克科尔（İbrahim Çelikkol）和迪莱克·塞尔贝斯特（Dilek Serbest）等主演。影片根据历史上奥斯曼帝国苏丹穆罕默德二世在1453年攻陷東羅馬帝國首都君士坦丁堡的历史事件改编。